# Victor Fridén
Victor Peter Emanuel Fridén, född 16 juni 1987 i Sävedalen, är en svensk tidigare handbollsspelare (högersexa).

## Karriär
Victor Fridén började spela handboll i tioårsåldern i IK Sävehof. Han tog sig till A-lagsdebut i klubben 2004, 17 år gammal, men ingick inte i den ordinarie truppen och var inte med om SM-gulden 2004 och 2005. Totalt blev det 13 elitsäsonger och tre SM-guld (2010, 2011 och 2012) med klubben.
Fridén fick spela i junior- och ungdomslandslag med framgångar, med guld vid U21-VM 2007 i Makedonien som kronan på verket. A-landslagsdebut gjorde han i Uppsala mot Tjeckien, den 10 januari 2013. Totalt blev det tre landskamper och fyra landslagsmål.